# Wallago micropogon
Wallago micropogon — вид риб з родини сомові ряду сомоподібні.

## Опис
Загальна довжина досягає 1,54 м при вазі 96 кг. Голова велика і широка. Тіло витягнуте в довжину. Звужується в бік хвостового плавника. Має 63-65 хребців. Спинний плавець невеликий, має всього 5 променів. В анальному плавці 68-73 променя. Статеві відмінності невідомі.
Забарвлення коливається від темно-коричневого до чорного з дрібним білим крапом з боків.

## Спосіб життя
Зустрічається в річках з повільною течією. Веде пелагічний, рідше донний, спосіб життя. Молодь живиться водними безхребетними і рибою. Дорослі переходять на постійне харчування рибою. Про розмноження в природі відомо, що здійснює тривалі міграції в маленькі річки з швидкою течією, де відкладає ікру.

## Розповсюдження
Поширений у басейні річки Меконг від верхньої до нижньої течії, в країнах Таїланд, Лаос, Камбоджа, В'єтнам.